# Alice Ball
Alice Augusta Ball (Seattle, 24 de julio de 1892 – Seattle, 31 de diciembre de 1916) fue una científica y química que desarrolló un extracto de aceite inyectable que fue el tratamiento más efectivo contra la lepra hasta la aparición de los antibióticos en 1940. Fue la primera mujer norteamericana de ascendencia africana que se graduó en la Universidad de Hawái con un máster.
Alice Augusta nació el 24 de julio en el año 1892 en Seattle (Washington, EE. UU.) y era hija de James Presley y Laura Louise (Howard) Ball. Su familia era de clase media acomodada. Su padre fue editor de periódico, fotógrafo y abogado. Su abuelo, James Ball Sr., fue un famoso fotógrafo y uno de los primeros afroamericanos en Estados Unidos en aprender la técnica del daguerrotipo. James Ball Sr. se mudó a Hawái con su familia en 1903, pero falleció al año siguiente. Esto llevó a su familia a tomar la decisión de regresar a Seattle en 1905.
Después de regresar a Seattle, Ball estudió en la escuela secundaria, donde se graduó con distinciones en ciencias en 1910. Posteriormente ingresó en la Universidad de Washington para estudiar Química.
Al cabo de cuatro años de estudio obtuvo un bachelor's degree (título de grado) en Química farmacéutica y Farmacia. También publicó un artículo de diez páginas, junto con su profesor de farmacia, en el prestigioso Journal of the American Chemical Society. Se titulaba «Benzoylations in Ether Solution». Tras graduarse, Ball recibió una beca para estudiar en la Universidad de California Berkeley y en la Universidad de Hawái. Decidió mudarse a Hawái para estudiar un máster en química. En 1915 fue la primera mujer y la primera afroamericana de Estados Unidos en obtener un título de máster de la Universidad de Hawái.

## Investigaciones
En sus estudios de postgrado en la Universidad de Hawái, Ball investigó la composición química y el principio activo del Piper methysticum (kava) para su tesis de máster. Mientras trabajaba en su tesis, el Dr. Harry T. Hollmann, un médico asistente en el Hospital de Kalihi en Hawái, le pidió que le ayudase a desarrollar un método para aislar los compuestos químicos activos en el aceite de chaulmoogra. El aceite de chaulmoogra ya había sido utilizado para el tratamiento de la lepra con resultados variados. El problema era que la mayoría de los leprosos dudaban en tomar el aceite durante largos periodos de tiempo ya que era amargo y tendía a revolver el estómago. Ball desarrolló un proceso para aislar los ésteres de etilo de los ácidos grasos en el aceite de chaulmoogra para que pudieran ser inyectados, pero falleció antes de poder publicar sus resultados. Arthur L. Dean, que era un químico en la Universidad de Hawái, continuó su trabajo y comenzó a producir grandes cantidades de extracto inyectable de chaulmoogra. En 1918, un médico de Hawái informó en el Journal of the American Medical Association que un total de 78 pacientes habían sido dados de alta en el Kalihi Hospital después de haber sido tratados con inyecciones. El éster de etilo aislado fue el tratamiento recomendado contra la lepra hasta que se desarrollaron las drogas a base de sulfona en la década de 1940.

## Muerte y legado
Alice Augusta Ball murió el 31 de diciembre de 1916 a la edad de 24 años. Cayó enferma durante sus investigaciones y volvió a Seattle para recibir tratamiento pocos meses antes de su muerte. En 1917 un artículo del periódico Pacific Commercial Advertiser sugirió que la causa de su muerte podría haber sido envenenamiento por cloro mientras impartía clases. Sin embargo la causa real de su muerte se mantiene como desconocida, ya que su certificado de defunción original fue modificado para indicar que la tuberculosis fue la causa de su muerte.
A pesar de que su carrera como investigadora fue corta, Ball introdujo un nuevo tratamiento para la enfermedad de Hansen (o lepra) que continuó utilizándose hasta la década de 1940. La Universidad de Hawái no reconoció su trabajo durante casi 90 años. Finalmente, en el año 2000, la universidad le rindió homenaje dedicándole una placa con su nombre, situada sobre el único árbol de chaulmoogra del campus. El mismo día, la vicegobernadora declaró el 29 de febrero como «el día de Alice Ball», que se celebra cada 4 años. En 2007 la Universidad de Hawái la galardonó de nuevo con la Medalla a la Distinción.